# Capela de Nossa Senhora do Baluarte
A Capela de Nossa Senhora do Baluarte localiza-se na na extremidade norte da ilha de Moçambique e cidade de mesmo nome, na província de Nampula, em Moçambique.

## História
Foi erguida em 1522 pelos homens da Armada de D. Pedro de Castro que ali fizeram escala a caminho da Índia, os mesmos que efetuaram o primeiro ataque português ao estabelecimento Swahili no arquipélago das Quirimbas, de onde foram rechaçados.
A ermida é de estilo manuelino, com uma abóbada imperfeita de dois fechos, creditada possívelmente à inexperiência dos construtores. Na sua construção foram empregadas cantaria e elementos decorativos trazidos do Reino, certamente destinados à India. Foi erguida sobre uma estrutura já existente no local, uma bateria de artilharia, o que conferiu características pouco comuns ao edifício. Recebeu posteriormente, acredita-se que durante o século XVII, um alpendre como o das igrejas portuguesas da Índia.
Actualmente encontra-se dentro do perímetro da Fortaleza de São Sebastião, constituindo-se no único exemplar de arquitectura em estilo manuelino no país.
Considerada como a edificação colonial mais antiga de toda a costa do Índico, foi restaurada em 1996 com fundos da Comissão Nacional para os Descobrimentos de Portugal.

## Galeria

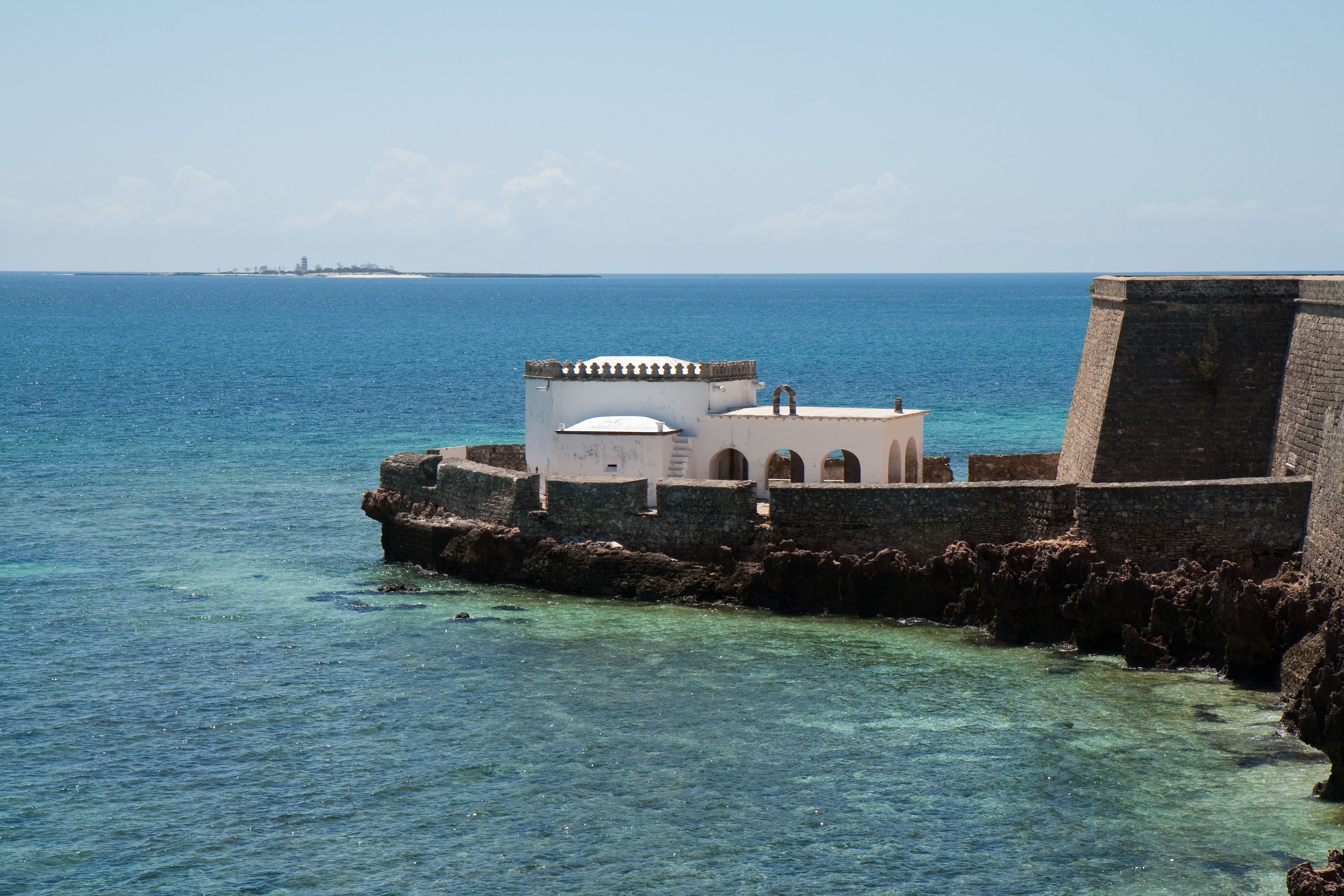
Capela vista do forte
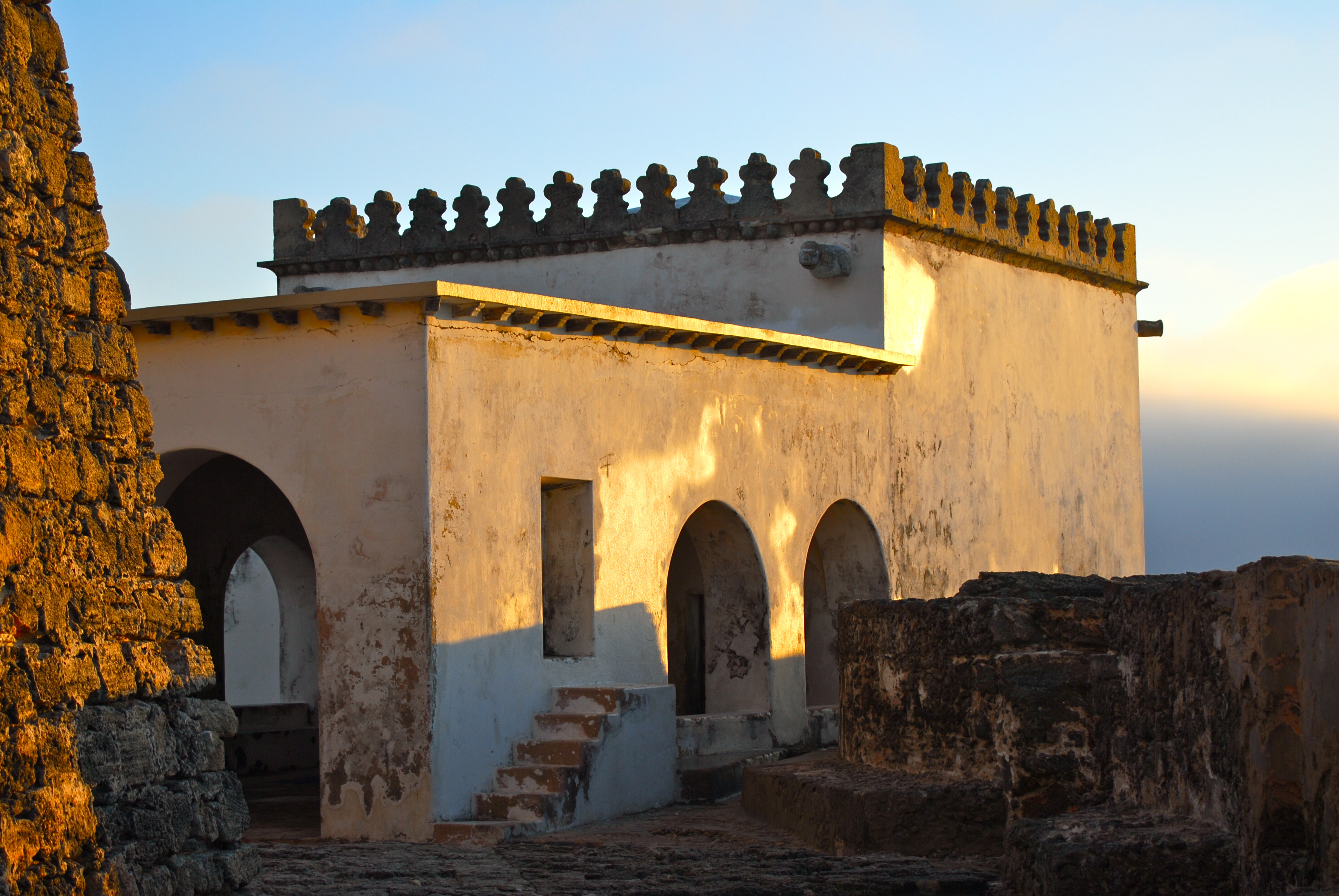
Capela vista próxima
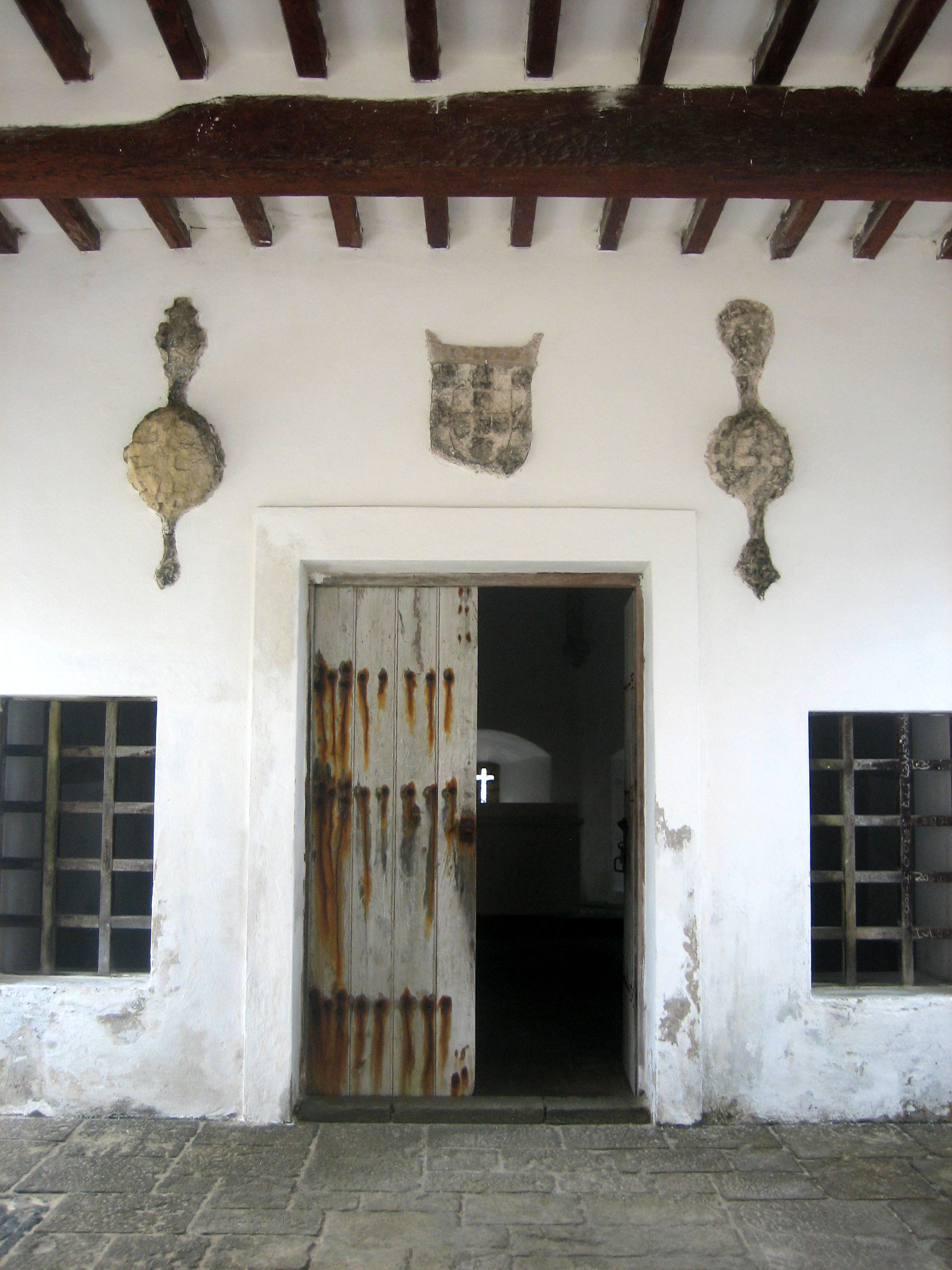
Alpendre e entrada
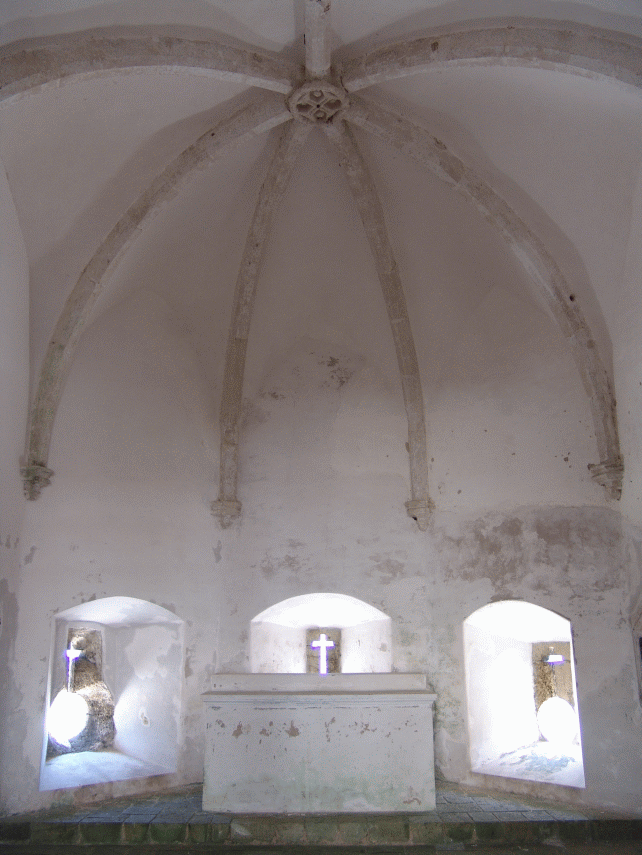
Pormenor da abóbada
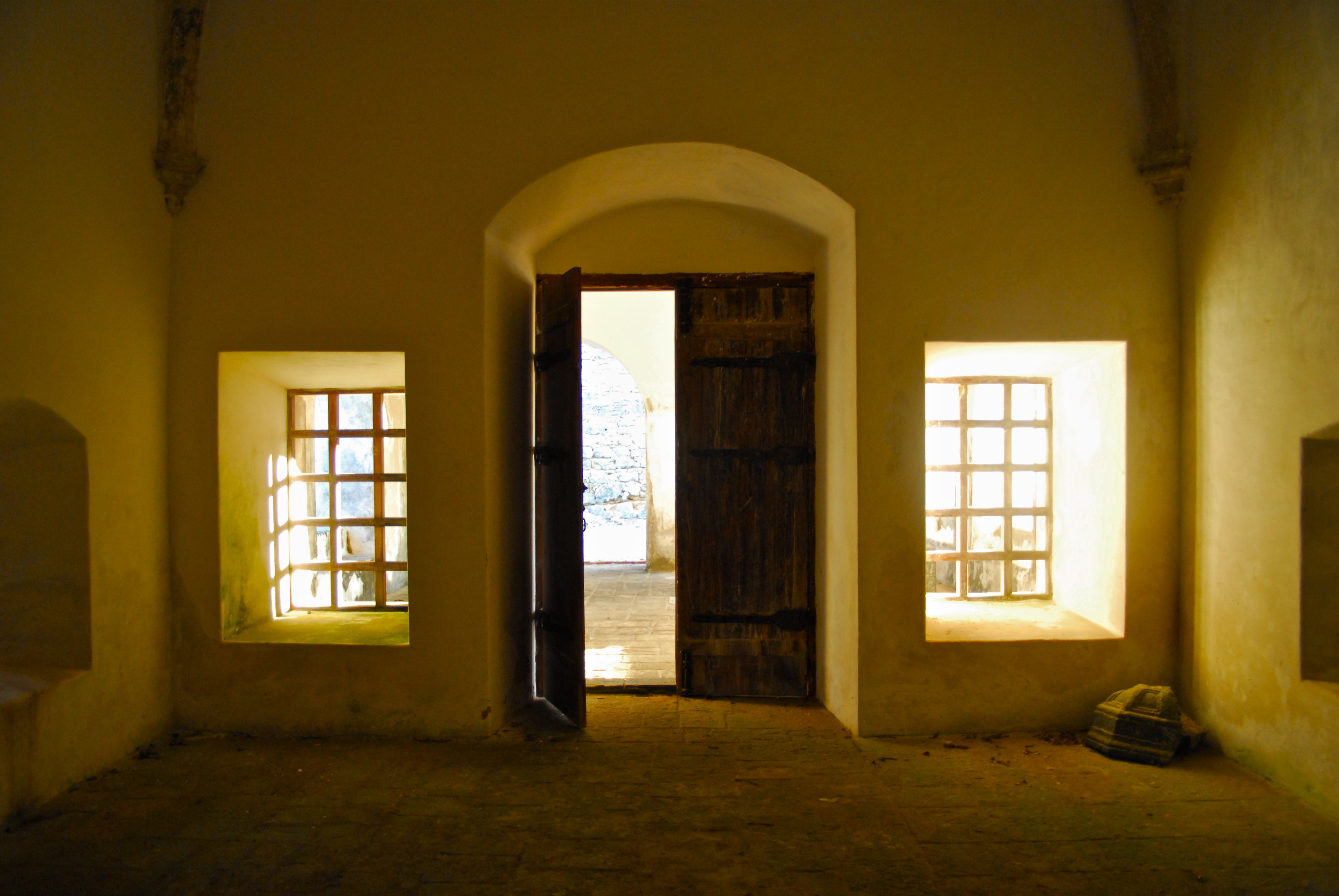
Interior
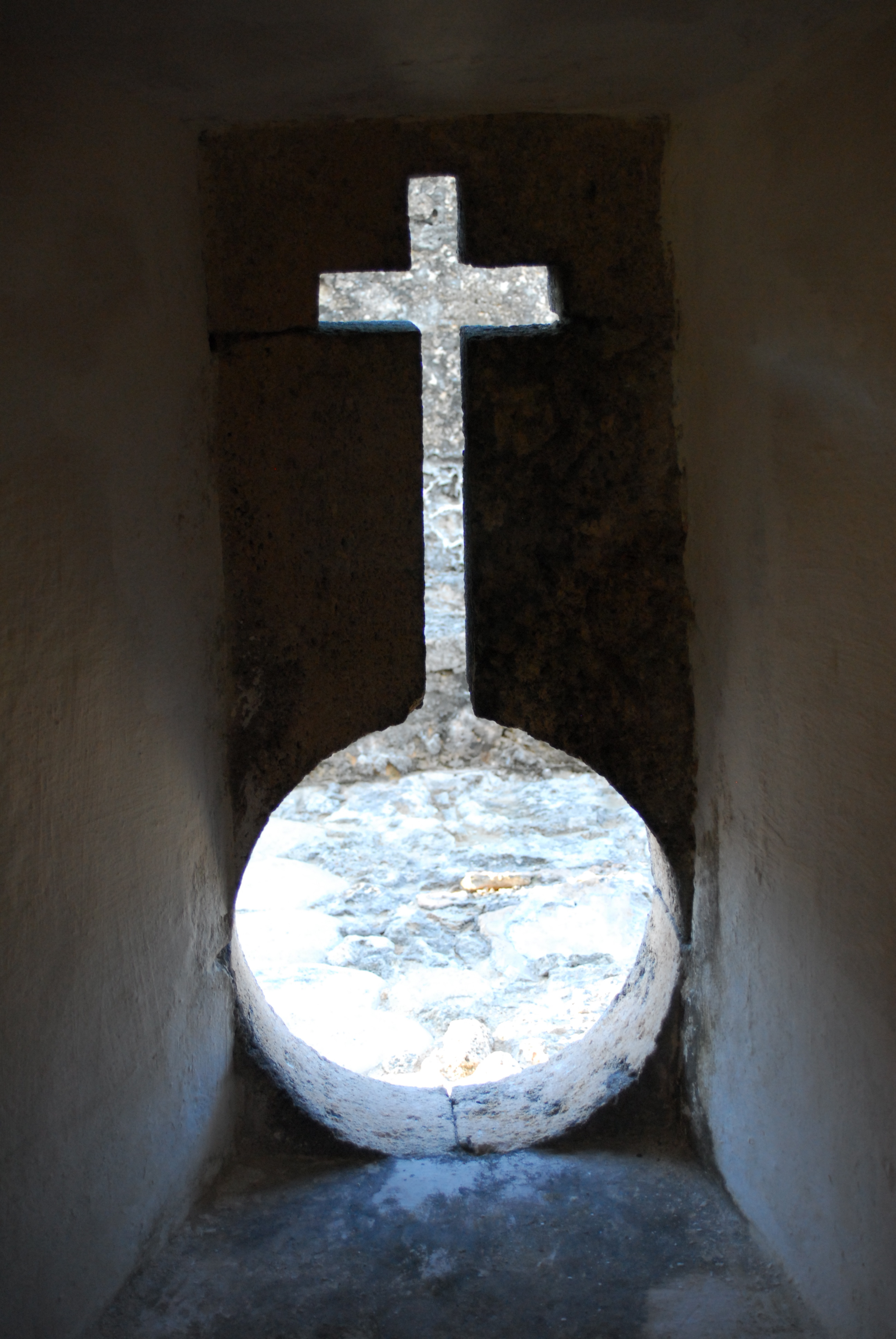
Troneira